# Vatermörder

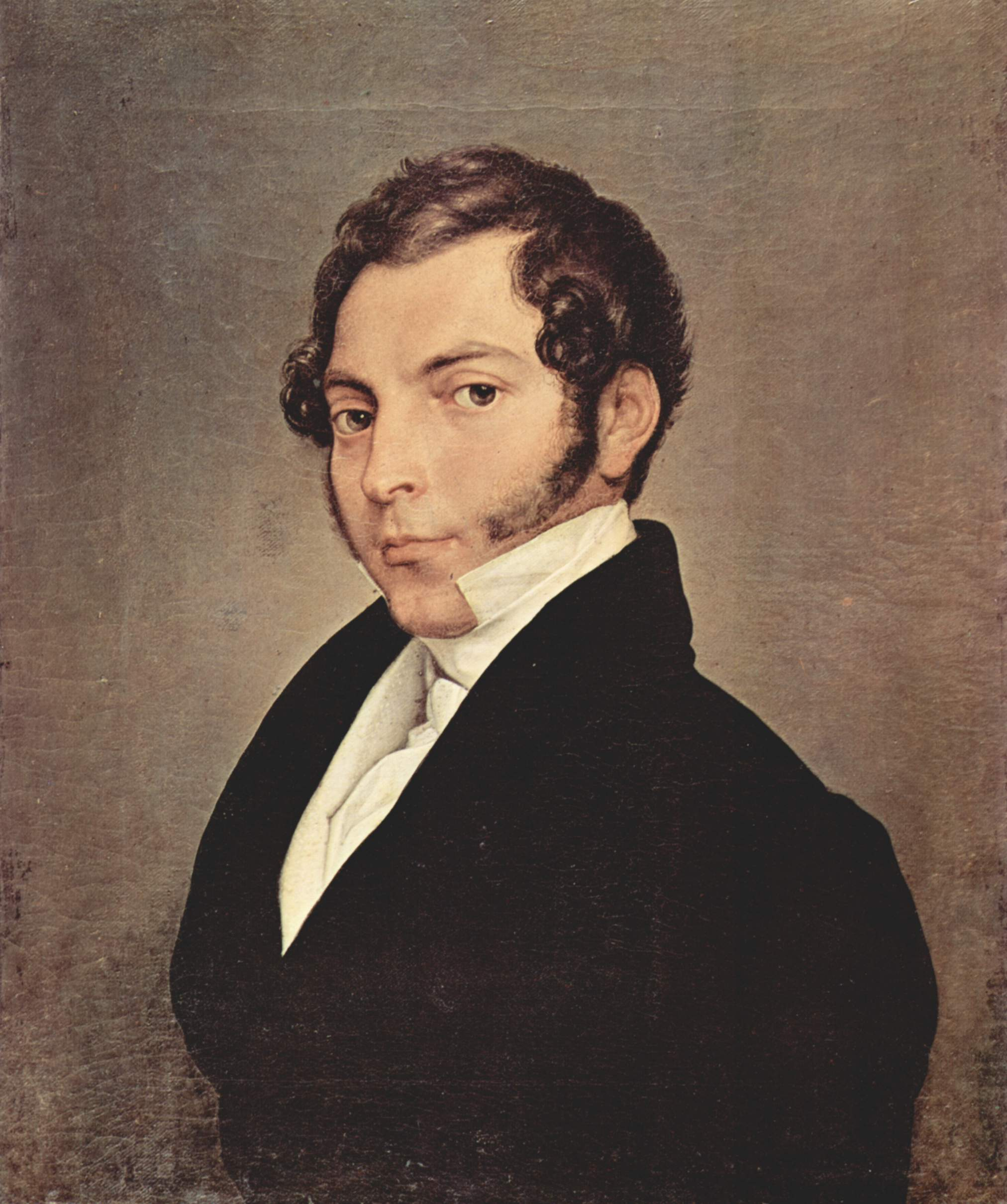
Vatermördert viselő férfi, Francesco Hayez festménye, 1825

Vatermörder (német, a. m. apagyilkos), a 19. század első felében, a Biedermeier-korban divatos, magas keménygallér. Elől nyitott volt, kétoldalt hegyben végződött. Elengedhetetlen tartozéka volt a több méter(!) hosszú nyakkendő, amelyet rácsavartak és elől csokorba kötöttek.

## Nevének eredete
Francia nevét (parasit) hibásan parricide-nek (annyi mint "apagyilkos") mondták -  ezt fordították le németre és így keletkezett a Vatermörder elnevezés.